# De noche: clásicos a mi manera
De noche: clásicos a mi manera é um álbum de estúdio do cantor mexicano Alejandro Fernández.